# Tony Awards 1970
Die Verleihung der 24. Tony Awards 1970 (24th Annual Tony Awards) fand am 19. April 1970 im Mark Hellinger Theatre in New York City statt. Moderatoren der Veranstaltung waren Julie Andrews, Shirley MacLaine und Walter Matthau, als Laudatoren fungierten Clive Barnes, Mia Farrow, Elliott Gould, Claire Bloom, Michael Caine, Jack Cassidy, David Frost, Cary Grant, Patricia Neal, George C. Scott, James Stewart, Maggie Smith und Robert Stephens. Ausgezeichnet wurden Theaterstücke und Musicals der Saison 1969/70, die am Broadway ihre Erstaufführung hatten. Die Preisverleihung wurde von der National Broadcasting Company im Fernsehen übertragen.

## Hintergrund
Die Antoinette Perry Awards for Excellence in Theatre, oder besser bekannt als Tony Awards, werden seit 1947 jährlich in zahlreichen Kategorien für herausragende Leistungen bei Broadway-Produktionen und -Aufführungen der letzten Theatersaison vergeben. Zusätzlich werden verschiedene Sonderpreise, z. B. der Regional Theatre Tony Award, verliehen. Benannt ist die Auszeichnung nach Antoinette Perry. Sie war 1940 Mitbegründerin des wiederbelebten und überarbeiteten American Theatre Wing (ATW). Die Preise wurden nach ihrem Tod im Jahr 1946 vom ATW zu ihrem Gedenken gestiftet und werden bei einer jährlichen Zeremonie in New York City überreicht.

## Gewinner und Nominierte

### Theaterstücke
| Kategorie                            | Preisträger   | Theaterstück                         | Nominierungen |
| Bestes Theaterstück                  | Frank McMahon | Borstal Boy                          | - Child’s Play – Robert Marasco - Indians – Arthur Kopit - Last of the Red Hot Lovers – Neil Simon                                                                               |
| Bester Hauptdarsteller Theaterstück  | Fritz Weaver  | Child’s Play als Jerome Malley       | - James Coco in Last of the Red Hot Lovers als Barney Cashman - Frank Grimes in Borstal Boy als Young Behan - Stacy Keach in Indians als Buffalo Bill                            |
| Beste Hauptdarstellerin Theaterstück | Tammy Grimes  | Private Lives als Amanda Prynne      | - Geraldine Brooks in Brightower als Sara Brightower - Helen Hayes in Harvey als Veta Louise Simmons                                                                             |
| Bester Nebendarsteller Theaterstück  | Ken Howard    | Child’s Play als Paul Reese          | - Joseph Bova in The Chinese and Dr. Fish als Mr. Lee - Dennis King in A Patriot for Me als Baron von Epp                                                                        |
| Beste Nebendarstellerin Theaterstück | Blythe Danner | Butterflies Are Free als Jill Tanner | - Alice Drummond in The Chinese and Dr. Fish als Mrs. Lee - Eileen Heckart in Butterflies Are Free als Mrs. Baker - Linda Lavin in Last of the Red Hot Lovers als Elaine Navazio |
| Beste Theaterregie                   | Joseph Hardy  | Child’s Play                         | - Milton Katselas – Butterflies Are Free - Tómas Mac Anna – Borstal Boy - Robert Moore – Last of the Red Hot Lovers                                                              |

### Musicals
| Kategorie                       | Preisträger                                                                              | Musical                                 | Nominierungen |
| Bestes Musical                  | Betty Comden und Adolph Greene (Buch), Charles Strouse (Musik) und Lee Adams (Liedtexte) | Applause                                | - Coco - Purlie |
| Bester Hauptdarsteller Musical  | Cleavon Little                                                                           | Purlie als Purlie                       | - Len Cariou in Applause als Bill Sampson - Robert Weede in Cry for Us All als Edward Quinn                                            |
| Beste Hauptdarstellerin Musical | Lauren Bacall                                                                            | Applause als Margo Channing             | - Katharine Hepburn in Coco als Coco Chanel - Dilys Watling in Georgy als Georgina ’Georgy’ Parkin                                     |
| Bester Nebendarsteller Musical  | René Auberjonois                                                                         | Coco als Sebastian Baye                 | - Brandon Maggart in Applause als Buzz Richards - George Rose in Coco als Louis Greff                                                  |
| Beste Nebendarstellerin Musical | Melba Moore                                                                              | Purlie als Lutiebell Gussie Mae Jenkins | - Bonnie Franklin in Applause als Bonnie the Gypsy - Penny Fuller in Applause als Eve Harrington - Melissa Hart in Georgy als Meredith |
| Beste Musicalregie              | Ron Field                                                                                | Applause                                | - Michael Benthall – Coco - Philip Rose – Purlie                                                                                       |

### Theaterstücke oder Musicals
| Kategorie           | Preisträger  | Theaterstück bzw. Musical | Nominierungen                                                                           |
| Bestes Bühnenbild   | Jo Mielziner | Child’s Play              | - Howard Bay – Cry for Us All - Ming Cho Lee – Billy - Robert Randolph – Applause       |
| Beste Choreographie | Ron Field    | Applause                  | - Michael Bennett – Coco - Grover Dale – Billy - Louis Johnson – Purlie                 |
| Beste Kostüme       | Cecil Beaton | Coco                      | - Ray Aghayan – Applause - W. Robert Lavine – Jimmy! - Freddy Wittop – A Patriot for Me |
| Bestes Lichtdesign  | Jo Mielziner | Child’s Play              | - Tharon Musser – Applause - Thomas Skelton – Indians                                   |

### Sonderpreise (ohne Wettbewerb)
| Kategorie          | Preisträger                                                                | Grund der Preisverleihung                                       |
| Special Tony Award | Sir Noël Coward for his multiple and immortal contributions to the theatre | Für seine vielfältigen und unvergänglichen Beiträge zum Theater |
| Special Tony Award | Alfred Lunt und Lynn Fontanne                                              |                                                                 |
| Special Tony Award | New York Shakespeare Festival                                              | Für seine Pionierarbeit im Hinblick auf neue Schauspiele        |
| Special Tony Award | Barbra Streisand                                                           | Star des Jahrzehnts                                             |

## Statistik

### Mehrfache Nominierungen
- 11 Nominierungen: Applause
- 7 Nominierungen: Coco
- 6 Nominierungen: Child’s Play
- 5 Nominierungen: Purlie
- 4 Nominierungen: Last of the Red Hot Lovers
- 3 Nominierungen: Borstal Boy, Butterflies Are Free und Indians
- 2 Nominierungen: Billy, The Chinese and Dr. Fish, Cry for Us All, Georgy und A Patriot for Me

### Mehrfache Gewinne
- 5 Gewinne: Child’s Play
- 4 Gewinne: Applause
- 2 Gewinne: Coco und Purlie